# Mermessus proximus
Mermessus proximus là một loài nhện trong họ Linyphiidae.
Loài này thuộc chi Mermessus. Mermessus proximus được Eugen von Keyserling miêu tả năm 1886.